# Gumball 3000

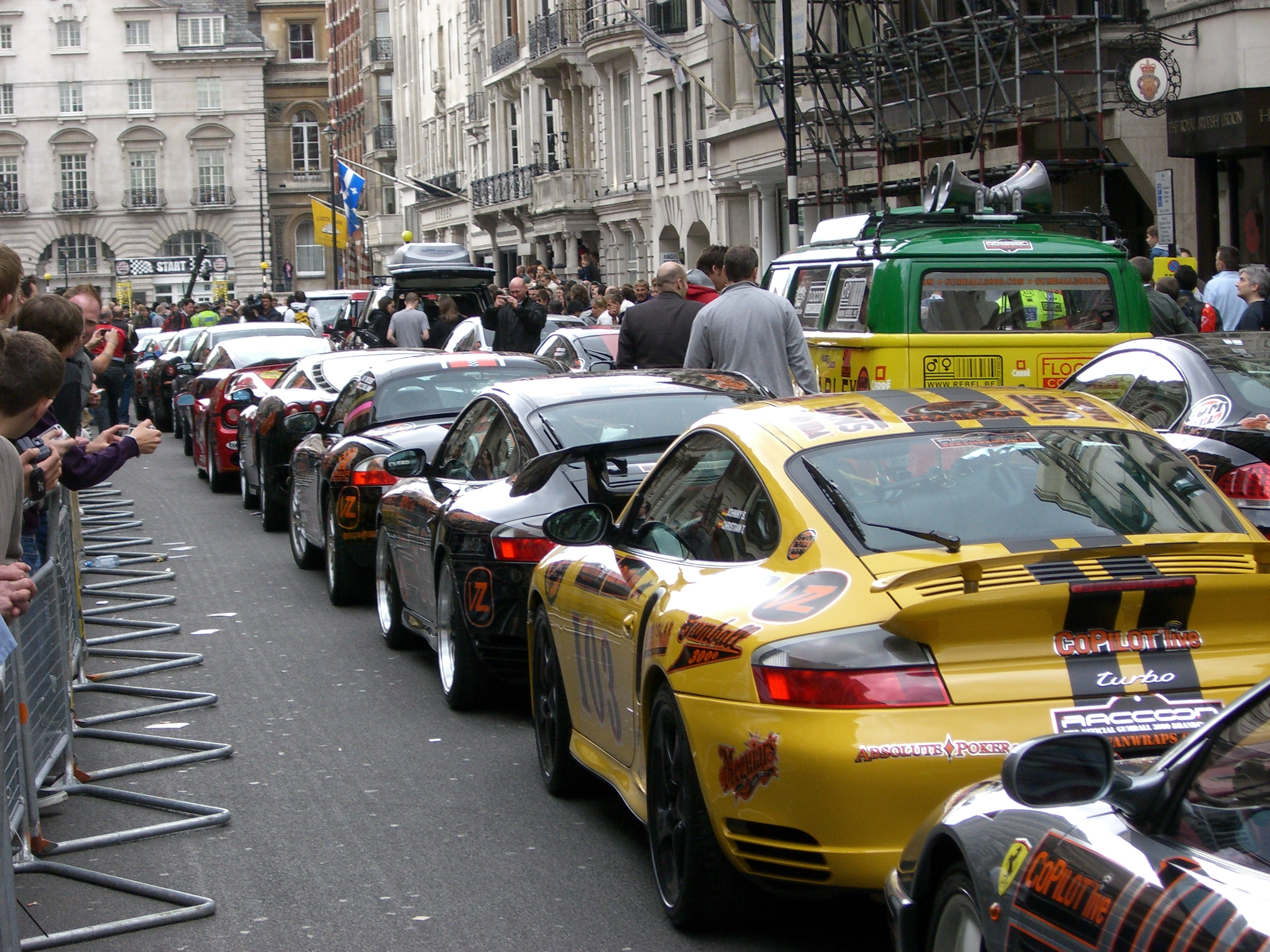
De start van de Gumball 3000 2006 in Londen.

De Gumball 3000 is een jaarlijkse autorally waarbij in 6 dagen ongeveer 3000 mijl (5000 km) wordt afgelegd.

## Geschiedenis
In het begin van de 20e eeuw werd Erwin Baker bekend door zijn races in de Verenigde Staten waarbij hij zo snel mogelijk van de Oost- naar de Westkust van de Verenigde Statenkust reed. In 1933 reed hij deze route binnen een tijdsbestek van ongeveer 54 uren en kreeg hij hierdoor de bijnaam 'Cannon Ball'. Naar zijn gedachtenis stichtte Brock Yates, oprichter van Car & Driver (magazine), in de jaren zeventig de 'Cannonball Baker Sea-To-Shining-Sea Memorial Trophy Dash', bij de meesten eerder bekend als de Cannonball Run. Dit evenement vormde in 1976 de inspiratie voor de films The Cannonball Run en The Gumball Rally. De Cannonball Run werd ten slotte geannuleerd in 1979 vanwege de grote media-aandacht die het evenement aangetrokken had, evenals de druk die politieke groeperingen uitoefenden om deze rally een halt toe te roepen.
Maximillion Cooper hield in 1999 de Gumball 3000 Rally boven het doopvont. Geïnspireerd door de films van de jaren zeventig besloot hij om 50 vrienden uit te nodigen en zo van Londen naar Rimini, Italië te rijden. De deelnemers reden iedere dag van het éne luxueuze hotel naar het andere waar 's nachts gefeest werd. Door de vele supercars en vele bekende artiesten die meededen, heeft deze rally sindsdien veel aan populariteit gewonnen. Het evenement groeide ieder jaar en in 2002 bereikte de rally de Verenigde Staten. Afrika mocht zijn eerste glimp van de Gumball Rally opvangen in 2004 toen, op uitnodiging van koning Mohammed VI van Marokko, hun wegen opengesteld werden voor de 192 deelnemers.
In 2007 had de Gumball zijn eerste dode te betreuren. De Gumball-deelnemers van Team 75 raakten in Macedonië betrokken bij een fataal ongeluk. In hun Porsche 911 Turbo Techart kwamen ze frontaal in botsing met een Volkswagen Golf, waarin een echtpaar reed. De 67-jarige bestuurder van de Golf en zijn vrouw kwamen daarbij om het leven.

## Rally's

### 1999
Voor de rally van 1999 nodigde Maximillion Cooper 50 vrienden uit om in 6 dagen 3000 mijl te rijden door Europa. De rally vertrok bij de Bluebird Club in Londen en ging via Parijs naar het Le Mans-circuit. Ze ging verder naar het Monaco Grand Prix-circuit en de Ferrari-fabriek in Modena. Via Oostenrijk, het Hockenheim Grand Prix-circuit in Duitsland en België keerden ze terug naar Park Lane in Londen. De meest opvallende wagen was de McLaren F1 LM waarvan er slechts vijf gemaakt zijn. De winnaar bestuurde een Jaguar E-Type. Bekende deelnemers waren Dannii Minogue, Billy Zane en Jason Priestley.

### 2000
In 2000 vertrok de Gumball Rally opnieuw in Londen. 85 wagens en 3 SuperSport-motoren vertrokken richting Stansted Airport, van waaruit de chauffeurs en hun wagens werden overgevlogen naar Spanje. De rally ging verder via Bilbao, Cannes, Milaan, Baden-Baden, de Nürburgring en Hamburg terug naar Londen.

### 2001
De rally van 2001 begon opnieuw in Londen en bracht de deelnemers via Berlijn en Vilnius naar Sint-Petersburg en terug naar Londen via Helsinki, Stockholm en Kopenhagen. Ruby Wax maakte er een documentaire van voor de BBC, en op MTV was er een Gumball-show te zien. Bekende deelnemers waren Damon Hill en Johnny Knoxville, Steve-O en Chris Pontius van de MTV-serie Jackass. Zij reden in een Jaguar uit de jaren 80.

### 2002
In 2002 werd de rally voor het eerst gehouden in de Verenigde Staten. 175 wagens en 3 motoren kwamen aan de start om in zes dagen van New York naar de Playboy Mansion in Los Angeles te rijden.

### 2003
De Gumball 3000-rally bleef ook in 2003 in de Verenigde Staten, om deze keer van Los Angeles naar Miami te rijden, via Reno, Nevada, Las Vegas, Tucson, Arizona, New Mexico, Texas en New Orleans. De rally werd verfilmd in Gumball 3000: the movie. Opvallende wagens waren een Koenigsegg, de Ferrari F50's, 360's en Lamborghini Murciélago's. Bekende deelnemers waren onder anderen Tony Hawk en supermodel Jodie Kidd. Het eerst binnen was Alex Roy.

### 2004
In 2004 keerde de rally terug naar Europa, deze keer met Parijs als startplaats. Via Biarritz, Madrid, Marbella, een stuk door Marokko en Barcelona werd er naar Cannes gereden. 192 wagens namen deel, waaronder een Citroën 2CV en 68 Ferrari's, met de Ferrari Enzo's als meest opvallende. De Duitser Kim Schmitz won de rally.

### 2005
De zevende rally werd opnieuw in Europa gehouden met de start in Londen. Via Brussel, Praag, Wenen en Boedapest reden ze naar Kroatië. Daar werden ze met een boot overgezet naar Bari om via Rome en Florence naar de aankomst in Monaco te scheuren, net op tijd om de Grote Prijs van Monaco bij te wonen. Opnieuw stalen de Ferrari Enzo's de show, samen met de Mercedes-Benz SLR McLarens.

### 2006
De rally van 2006 vertrok op 30 april in Londen. Het bracht de deelnemers in acht dagen door drie continenten. De eerste 1000 mijl liepen door Europa van Londen, via een tussenstop in België, naar Hongarije. De Gumballers werden overgevlogen naar Thailand om er de volgende 1000 mijl af te leggen. Op 4 mei werden de deelnemers overgevlogen naar Utah in de Verenigde Staten om er de laatste 1000 mijl naar Beverly Hills af te leggen. Bekende mensen waren Ryan Dunn (Jackass), Maximillian Cooper, Tony Hawk (skater), Bam Margera (skater, Jackass), Michael Ross (team polizei), Alex Roy (team polizei), Jodie Kidd (model) en anderen.

### 2007
In 2007 ging de rally van Londen naar Istanboel, via Amsterdam, München, Venetië, Dubrovnik, Bratislava, Tirana, Thessaloniki(stad) en Athene. In Nederland werden de rijbewijzen van zeven coureurs ingenomen, waaronder dat van de door de schoenenfabrikant Adidas gesponsorde tv-persoon Xzibit. Ook in België en Duitsland werden rijbewijzen ingenomen wegens te hard rijden en gevaarlijk rijgedrag.
De wedstrijd werd gestaakt na een dodelijke aanrijding in Macedonië op 2 mei. Een 67-jarige Macedonische man overleed na een frontale aanrijding met een Gumball 3000-deelnemer. Zijn vrouw raakte hierbij zwaargewond; zij overleed twee dagen later. De inzittenden van de sportwagen, Nick Morley en Matthew McConville, probeerden volgens berichten in de media het land uit te vluchten door bij andere deelnemers in te stappen en verder te rijden, waarbij ze de slachtoffers zouden hebben achtergelaten. Zij werden echter voor de grens met Albanië opgepakt.
Op 5 mei werd Nick Morley op borgtocht vrijgelaten op voorwaarde dat hij het land niet zou verlaten. Enkele uren later werd hij opnieuw opgepakt toen hij door douanebeambten werd herkend terwijl hij het land wilde ontvluchten met een privévliegtuig. Hierop is zijn borgtocht ingetrokken.
Het was het eerste dodelijke ongeval in het negenjarige bestaan van de rally. Sponsor Adidas trok zich terug. De organisatie besloot na het ongeval de rally te staken.

### 2008
In 2008 begon Gumball in San Francisco en eindigde in Peking, China. Tussenliggende checkpoints waren San Diego, Las Vegas, Seoul en Shanghai.

### 2010
De route van de Gumball 3000 ging in 2010 van Londen naar New York. De volgende plaatsen zijn aangedaan; Amsterdam, Kopenhagen, Stockholm, Montreal en Toronto. De eerste deelnemers waren op 1 mei rond 21.00 uur op het Waterlooplein in Amsterdam. Het inschrijfgeld bedroeg dit jaar 30.000 pond (ong. 33.000 euro) per team.

### 2011
De rally van 2011 ging door Europa. De rally begon in Covent Garden (Londen). De volgende plaatsen zijn aangedaan; Parijs, Circuit d'Albi, Barcelona, Monaco, Venetië, Zagreb, Belgrado, Sofia en de finish te Istanboel op het Taksimplein op 1 juni 2011 om 22.00.